# Gerda Panofsky-Soergel
Gerda Panofsky-Soergel (geborene Gerda Sörgel; * 9. Februar 1929 in Wiesbaden; † wenig vor dem 14. August 2024 in Princeton, New Jersey) war eine deutsch-amerikanische Kunsthistorikerin und Hochschullehrerin.

## Leben
Gerda Sörgel wurde 1929 in Wiesbaden geboren. Sie studierte Kunstgeschichte, Klassische Archäologie und Germanistik an den Universitäten Köln (1950–1953; 1956–1957) und München (1953–1956). 1957 wurde sie bei Hans Kauffmann in Köln promoviert. Ihre Dissertation mit dem Titel Untersuchungen über den theoretischen Architekturentwurf von 1450–1550 in Italien war eine bedeutende Arbeit zur italienischen Architekturtheorie der Renaissance.
Anschließend bearbeitete sie für das Rheinische Amt für Denkmalpflege die Kunstdenkmäler des Rheinisch-Bergischen Kreises, deren Ergebnisse in einer dreibändigen Publikation erschienen.
1965 ging sie als Research Assistant an das Institute for Advanced Study in Princeton, wo sie bis 1966 für Millard Meiss arbeitete. 1966 heiratete sie in Princeton den Kunsthistoriker Erwin Panofsky (1892–1968). Nach dessen Tod 1968 widmete sie sich neben ihrer eigenen wissenschaftlichen Arbeit der Pflege seines wissenschaftlichen Nachlasses. Sie gab unveröffentlichte Schriften aus dem Nachlass heraus, darunter die 2012 wiederentdeckte ungedruckte Habilitationsschrift Panofskys über Michelangelo mit dem Titel Die Gestaltungsprincipien Michelangelos, besonders in ihrem Verhältnis zu denen Raffaels. Diese Schrift, die lange als verschollen galt und auf ungewöhnliche Weise im Tresor des Zentralinstituts für Kunstgeschichte in München wieder aufgefunden wurde, gab sie 2014 mit einer ausführlichen Einführung und umfangreichen Kommentaren heraus. Eine englische Übersetzung erschien 2020 unter dem Titel Michelangelo’s Design Principles, Particularly in Relation to Those of Raphael. Nur drei Jahre nach der Erstveröffentlichung dieser Edition eines Hauptwerks ihres Mannes erschien das minutiös recherchierte biographische Werk über die jungen Jahre und den jüdischen Familienhintergrund des Gelehrten Erwin Panofsky von Zehn bis Dreißig und seine jüdischen Wurzeln.
Neben ihrer Arbeit an Panofskys Nachlass setzte Gerda Panofsky ihre eigene wissenschaftliche Forschung fort. Sie publizierte international zu gotischer Kunst sowie zur italienischen Kunst und Architektur des 15. bis 17. Jahrhunderts. Besonders hervorzuheben ist ihr Buch Michelangelos „Christus“ und sein römischer Auftraggeber, in dem sie die Auftraggeberschaft und Ikonographie von Michelangelos Statue des „Christus“ in Santa Maria sopra Minerva in Rom untersuchte.
Nach ihrer Emeritierung als Professorin für Kunstgeschichte an der Temple University in Philadelphia im Jahr 1995 begann sie ein Studium der Slawistik. Sie verfasste Artikel und das Buch Nikolai Mikhailovich Karamzin in Germany, das sich mit dem bedeutenden russischen Schriftsteller und Sprachreformer Nikolai Michailowitsch Karamsin beschäftigt.
Gerda Panofsky blieb bis ins hohe Alter wissenschaftlich aktiv und beschäftigte sich kritisch mit aktuellen Entwicklungen. Sie verfolgte aufmerksam den erstarkenden Antisemitismus in Deutschland und der Welt und setzte sich in ihren Schriften damit auseinander. Eine ihrer aufschlussreichsten Betrachtungen war der minutiöse Nachweis antisemitischer Stereotype in kunsthistorischen Beschreibungen von Nasen, insbesondere derjenigen ihres Mannes.
Sie verstarb im September 2024 im Alter von 95 Jahren in Princeton, New Jersey.

## Veröffentlichungen (Auswahl)
- Untersuchungen über den theoretischen Architekturentwurf von 1450–1550 in Italien. Dissertation Köln 1958
- Rheinisch-Bergischer Kreis (=  Die Denkmäler des Rheinlandes Band 18-20). Schwann, Düsseldorf 1972, 3 Bände, ISBN 3-508-00187-3
- (Hrsg.): Erwin Panofsky: Rembrandt und das Judentum (Vortrag von 1920), in: Jahrbuch der Hamburger Kunstsammlungen 18, 1973, S. 75–108.
- Michelangelos „Christus“ und sein römischer Auftraggeber (= Römische Studien der Bibliotheca Hertziana Band 5). Werner, Worms 1991, ISBN 978-3-88462-072-4
- Nikolai Mikhailovich Karamzin in Germany. Fiction as Facts. Harrassowitz Verlag, Wiesbaden 2010, ISBN 978-3-447-06118-6
- (Hrsg.): Erwin Panofsky: Die Gestaltungsprincipien Michelangelos, besonders in ihrem Verhältnis zu denen Raffaels. Aus dem Nachlass hrsg. von Gerda Panofsky. De Gruyter, Berlin 2014, ISBN 978-3-11-031038-2.
- Erwin Panofsky von Zehn bis Dreißig und seine jüdischen Wurzeln (= Veröffentlichungen des Zentralinstituts für Kunstgeschichte 41). Dietmar Klinger Verlag, Passau 2017, ISBN 978-3-86328-150-2.
- (Hrsg.): Michelangelo’s Design Principles, Particularly in Relation to those of Raphael (ins Amerikanische übersetzt von Joseph Spooner). Princeton University Press, Princeton / Oxford 2020, ISBN 978-0-691-16526-4.